# فهرست میراث فرهنگی ناملموس در آلمان
فهرست میراث ناملموس در آلمان شامل ۱۰ میراث ناملموس است.
گنجاندن عناصر جدید میراث در فهرست‌های میراث فرهنگی ناملموس توسط کمیته بین‌دولتی برای حفاظت از میراث فرهنگی ناملموس تعیین می‌شود که توسط کنوانسیون تأسیس شده است. این میراث شامل دانش، مهارت‌ها، سنت‌ها، آیین‌ها، زبان‌ها، موسیقی، رقص، هنرهای نمایشی، غذاهای سنتی و دیگر جلوه‌های زنده فرهنگ است. هدف از حفاظت این میراث، حفظ تنوع فرهنگی و هویت‌های بومی در برابر تغییرات جهانی است.
آلمان این کنوانسیون را در تاریخ ۱۰ آوریل ۲۰۱۳ به تصویب رساند.

## فهرست
| نام                                                                        | تصویر | سال  | شماره | توضیحات |
| -------------------------------------------------------------------------- | ----- | ---- | ----- | --- |
| ایده و شیوه سازماندهی منافع مشترک در تعاونی‌ها                              |       | ۲۰۱۶ | 01200 | |
| هنر ساخت ارگ و موسیقی                                                      |       | ۲۰۱۷ | 01277 | |
| بلاودروک/مودروتیسک/ککفِستِس/مودروتلا، چاپ بلاک مقاوم و رنگرزی نیل در اروپا + |       | ۲۰۱۸ | 01365 | |
| شکار شاهین، میراث زنده انسانی +                                            |       | ۲۰۲۱ | 01708 | |
| شیوه رقص مدرن در آلمان                                                     |       | ۲۰۲۲ | 01858 | |
| قایق‌رانی چوبی +                                                            |       | ۲۰۲۲ | 01866 | قایق‌رانی چوبی روشی برای حمل تنه درختان قطع شده است که با بستن آن‌ها به یکدیگر، قایق ساخته شده و سپس در امتداد رودخانه یا دریاچه شناور یا کشیده می‌شود. |
| دانش، هنر و مهارت‌های تولید شیشه دست‌ساز +                                   |       | ۲۰۲۳ | 01961 | |
| ماما: دانش، مهارت‌ها و شیوه‌ها +                                             |       | ۲۰۲۳ | 01968 | ماما یک حرفه بهداشتی است که مراقبت از مادران و نوزادان را انجام می‌دهد.                                                                               |
| آبیاری سنتی: دانش، تکنیک و سازماندهی +                                     |       | ۲۰۲۳ | 01979 | |

## یادداشت
1. ↑  مشترک با اتریش، جمهوری چک، مجارستان و اسلواکی.
2. ↑  مشترک با اتریش، بلژیک، کرواسی، جمهوری چک، فرانسه، مجارستان، ایرلند، ایتالیا، قزاقستان، جمهوری کره، قرقیزستان، مغولستان، مراکش، هلند، پاکستان، لهستان، پرتغال، قطر، عربستان سعودی، اسلواکی، اسپانیا، سوریه، و امارات متحده عربی.
3. ↑  مشترک با اتریش، جمهوری چک، لتونی، لهستان و اسپانیا.
4. ↑  مشترک با جمهوری چک، فنلاند، فرانسه، مجارستان و اسپانیا.
5. ↑  مشترک با کلمبیا، قبرس، قرقیزستان، لوکزامبورگ، نیجریه، اسلوونی و توگو.
6. ↑  مشترک با اتریش، بلژیک، ایتالیا، لوکزامبورگ، هلند و سوئیس.